# 安托尼夫卡 (新敖德薩區)
47°31′27″N 32°5′19″E / 47.52417°N 32.08861°E
安托尼夫卡（烏克蘭語：Антонівка），是烏克蘭南部的村莊，隸屬尼古拉耶夫州的尼古拉耶夫區。該村始建於1791年，面積0.42平方公里，海拔高度19米，2001年人口594，人口密度每平方公里1,414.3人。